# Transformada binomial
En combinatòria, la transformació binomial és una transformació de seqüències (és a dir, una transformació d'una seqüència) que calcula les seves diferències directes. Està estretament relacionada amb la transformada d'Euler, que és el resultat d'aplicar la transformada binomial a la seqüència associada a la seva funció generadora ordinària.

## Definició
La transformada binomial, T, d'una seqüència, {an}, és la seqüència {sn} definida per
{\displaystyle s_{n}=\sum _{k=0}^{n}(-1)^{k}{n \choose k}a_{k}.}
Formalment, es pot escriure
{\displaystyle s_{n}=(Ta)_{n}=\sum _{k=0}^{n}T_{nk}a_{k}}
per a la transformació, on T és un operador de dimensions infinites amb elements matricials Tnk. La transformació és una involució, és a dir,
{\displaystyle TT=1}
o, utilitzant la notació d'índex,
{\displaystyle \sum _{k=0}^{\infty }T_{nk}T_{km}=\delta _{nm}}
on {\displaystyle \delta _{nm}} és el delta de Kronecker. La sèrie original es pot recuperar per
{\displaystyle a_{n}=\sum _{k=0}^{n}(-1)^{k}{n \choose k}s_{k}.}
La transformada binomial d'una seqüència és només l'enèsima diferències directes de la seqüència, amb diferències senars que porten un signe negatiu, és a dir:
{\displaystyle {\begin{aligned}s_{0}&=a_{0}\\s_{1}&=-(\Delta a)_{0}=-a_{1}+a_{0}\\s_{2}&=(\Delta ^{2}a)_{0}=-(-a_{2}+a_{1})+(-a_{1}+a_{0})=a_{2}-2a_{1}+a_{0}\\&\;\;\vdots \\s_{n}&=(-1)^{n}(\Delta ^{n}a)_{0}\end{aligned}}}
on Δ és l'operador de diferència directa.
Alguns autors defineixen la transformada binomial amb un signe extra, de manera que no sigui autoinversa:
{\displaystyle t_{n}=\sum _{k=0}^{n}(-1)^{n-k}{n \choose k}a_{k}}
la inversa de la qual és
{\displaystyle a_{n}=\sum _{k=0}^{n}{n \choose k}t_{k}.}
En aquest cas, la primera transformada s'anomena transformada binomial inversa, i la segona només és transformada binomial. Aquest és un ús estàndard, per exemple, a l'Enciclopèdia en línia de seqüències d'entiers.

## Exemple
Les dues versions de la transformada binomial apareixen a les taules de diferències. Considereu la següent taula de diferències:
| 0 |   | 1 |    | 10  |     | 63  |     | 324 |      | 1485 |
|   | 1 |   | 9  |     | 53  |     | 261 |     | 1161 |      |
|   |   | 8 |    | 44  |     | 208 |     | 900 |      |      |
|   |   |   | 36 |     | 164 |     | 692 |     |      |      |
|   |   |   |    | 128 |     | 528 |     |     |      |      |
|   |   |   |    |     | 400 |     |     |     |      |      |

Cada línia és la diferència de la línia anterior. (L' n -è nombre de la m -a línia és am, n = 3n −2 (2m +1 n2 + 2m (1+6 m) ) n + 2m -1 9 m2), i es compleix l'equació de diferència a m +1, n = a m, n +1 - a m, n.)
La línia superior llegida d'esquerra a dreta és {an} = 0, 1, 10, 63, 324, 1485,... La diagonal amb el mateix punt de partida 0 és { t n } = 0, 1, 8, 36, 128, 400,... { tn} és la transformada binomial no involutiva de {an}.
La línia superior llegida de dreta a esquerra és { b n } = 1485, 324, 63, 10, 1, 0,... La diagonal creuada amb el mateix punt de partida 1485 és {sn} = 1485, 1161, 900, 692, 528, 400,... {sn} és la transformada binomial involutiva de {bn}.

## Funció generadora ordinària
La transformada connecta les funcions generadores associades a la sèrie. Per a la funció de generació ordinària, sigui
{\displaystyle f(x)=\sum _{n=0}^{\infty }a_{n}x^{n}}
i
{\displaystyle g(x)=\sum _{n=0}^{\infty }s_{n}x^{n}}
aleshores
{\displaystyle g(x)=(Tf)(x)={\frac {1}{1-x}}f\left({\frac {-x}{1-x}}\right).}